# Copa Gran Bretaña 1949
En 1949 se jugó la quinta edición de la Copa Gran Bretaña (vigésimo primera  edición de los torneos de Copa en Costa Rica, organizada por la Federación de Fútbol). Este torneo se da a partir del 15 de mayo de 1949 con el formato acostumbrado de dos grupos entre los clubes de primeras y el campeón de segundas fuerzas, concluyendo en una serie final entre el ganador de cada segmento. Participaron Alajuelense, Orión, Herediano, Gimnástica Española, Universidad de Costa Rica, Cartaginés, La Libertad de la Primera División y Saprissa campeón de Segunda División.
Grupo A: Herediano, Alajuelense, La Libertad, Universidad de Costa Rica.
Grupo B: Orión, Gimnástica Española, Cartaginés, Saprissa.
La Copa la ganó Liga Deportiva Alajuelense  al vencer en la final a Gimnástica Española (3-1), después de pasar la fase de grupos al vencer a la Universidad de Costa Rica (4-3), La Libertad (6-0) y Herediano (5-1).

## Grupo A
| 15 de mayo de 1949 | Herediano                                                | 6:0 | La Libertad | Estadio Nacional, San José     |                                |
|                    | Edgar Quesada 2 Ibo Arias Virgilio Muñoz 2 Mario Murillo |     |             | Árbitro(s): Francisco Di Palma | Árbitro(s): Francisco Di Palma |

| 22 de mayo de 1949 | Alajuelense   | 4:3 | Universidad de Costa Rica | Estadio Nacional, San José |                         |
|                    | José Retana 3 |     | Óscar Bolaños             | Árbitro(s): Alvar Masís    | Árbitro(s): Alvar Masís |

| 29 de mayo de 1949 | Universidad de Costa Rica  | 0:3 | Herediano | Estadio Nacional, San José |  |
|                    | Ibo Arias Virgilio Muñoz 2 |     |           |                            |  |

| 5 de junio de 1949 | Alajuelense                                                                  | 6:0 | La Libertad | Estadio Nacional, San José |                         |
|                    | Edgar Alvarado Wilfredo Vargas 2 Guido Gutiérrez José Luis Rojas José Retana |     |             | Árbitro(s): Julio Güell    | Árbitro(s): Julio Güell |

| 12 de junio de 1949 | La Libertad1 | vs. | Universidad de Costa Rica1 | Estadio Nacional, San José |  |

| 19 de junio de 1949 | Herediano | 1:5 | Alajuelense | Estadio Nacional, San José |  |

1. En este partido ambos equipos pierden los puntos por alinear jugadores no inscritos.

## Grupo B
| 15 de mayo de 1949 | Orión                              | 2:2 | Cartaginés                  | Estadio Nacional, San José |  |
|                    | Ramón Luis Rodríguez Rodrigo Durán |     | José Granados Gonzalo Muñoz |                            |  |

| 22 de mayo de 1949 | Gimnástica Española | 0:3 | Saprissa | Estadio Nacional, San José |  |
|                    |                     |     |          | Árbitro(s): Julio Güell    |  |

| 29 de mayo de 1949 | Orión                          | 2:2 | Saprissa                     | Estadio Nacional, San José |  |
|                    | Rodrigo Durán Walker Rodríguez |     | Álvaro Murillo Ulises Agüero |                            |  |

| 5 de junio de 1949 | Cartaginés | 2:6 | Gimnástica Española       | Estadio Nacional, San José |                         |
|                    | Vargas 2   |     | Briceño 2 Blando 3 Milton | Árbitro(s): Willy Jones    | Árbitro(s): Willy Jones |

| 12 de junio de 1949 | Saprissa | 1:3 | Cartaginés | Estadio Nacional, San José |  |
|                     |          |     |            | Árbitro(s): Pedro Quirce   |  |

| 19 de junio de 1949 | Gimnástica Española               | 4:2 | Orión                           | Estadio Nacional, San José     |                                |
|                     | Montero Bolaños Guido Soto Milton |     | Walker Rodríguez Eduardo Quirós | Árbitro(s): Francisco Di Palma | Árbitro(s): Francisco Di Palma |

## Final
| 26 de junio de 1949 | Alajuelense                                        | 3:1 | Gimnástica Española | Estadio Nacional, San José |  |
|                     | Francisco Zeledón Horacio Molina Rogelio Fernández |     | Briceño             |                            |  |

|                            |
| Liga Deportiva Alajuelense |
|                            |
| 7° título                  |

| Predecesor: Torneo de Copa 1948 | Torneo de Copa de Costa Rica 1949 | Sucesor: Torneo de Copa 1950 |